# Nitrosylation

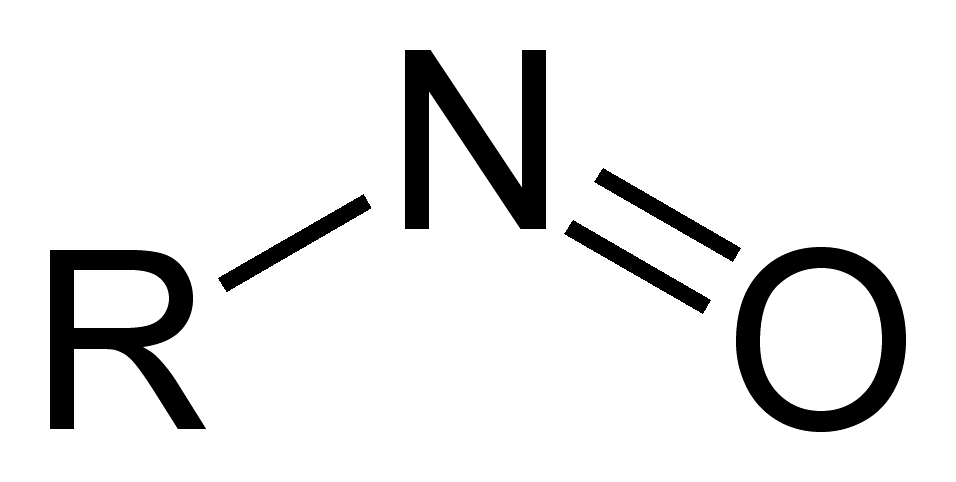
Groupe nitroso –N=O.

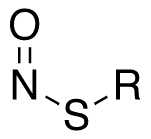
Groupe S-nitrosothiol.

La nitrosylation est la liaison covalente de monoxyde d'azote sur une molécule, généralement organique, pour former un composé nitroso. On l'obtient in vitro par exposition à l'acide nitreux HNO2 ou à un équivalent efficace, par exemple une solution de nitrite de sodium NaNO2 et d'acide chlorhydrique HCl.
Une classe particulière de nitrosylation, qui joue un rôle important en biologie moléculaire, implique les groupes thiol –SH pour former des S-nitrosothiols –SNO. Il s'agit de la S-nitrosylation, qui est une modification post-traductionnelle de certaines protéines sur quelques-uns de leurs résidus de cystéine. La S-nitrosylation intervient dans des processus et systèmes biochimiques fondamentaux tels que la signalisation cellulaire, la neurotransmission, le système immunitaire ou encore l'apoptose,.